# ラヴィントラかもめ
ラヴィントラかもめ（フィンランド語: Ravintola KAMOME）は、フィンランド・ヘルシンキにあるレストランである。フィンランド料理や日本料理を居酒屋式で提供する。
以前はカハヴィラ スオミ（フィンランド語: Kahvila SUOMI）あるいはカフェ・スオミという名称で、サーモンスープやヒラメのフライなどのフィンランド料理を提供していた。2006年公開の映画『かもめ食堂』のロケ地となり、映画の撮影中にはスタッフや出演者たちの食事を作っていた。映画をきっかけに、日本人ファンが殺到した。
2015年、オーナーが引退すると聞いた日本人が店を引き継ぎ、のちに「ラヴィントラかもめ」と名称を改めた。日本風とフィンランド風のメニューが用意されている。日本だけでないアジアからの観光客が訪れるほか、地元にも愛されるレストランを軌道に乗せたいとしている。